# André Couto

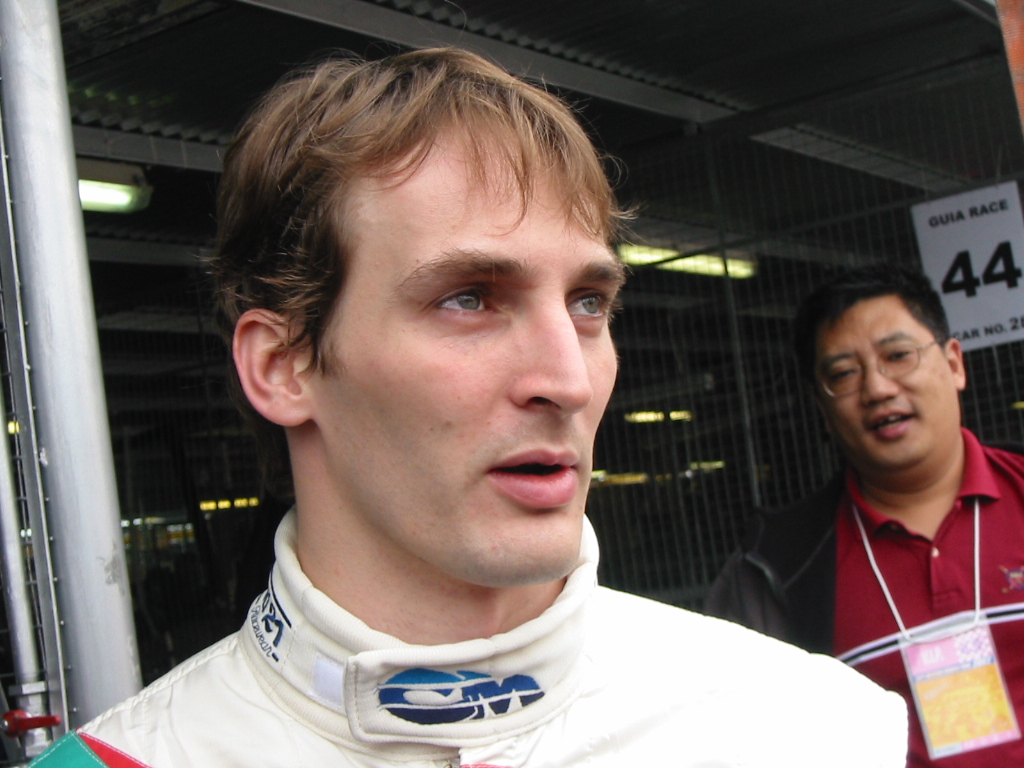
André Couto en 2002.

André Couto est un pilote automobile portugais, naturalisé macanais né le 14 décembre 1976.

## Carrière
- 1995 : Formule Opel Lotus
- 1996 : Championnat d'Allemagne de Formule 3
- 1997 : Championnat d'Italie de Formule 3
- 1998 : Formule 3000
- 1999 : Formule 3000
- 2000 : Formule 3000
- 2001 : JGTC - Formula Nippon
- 2002 : JGTC - World Series by Nissan
- 2003 : JGTC - ETCC
- 2004 : JGTC
- 2005 : Super GT - WTCC
- 2006 : Super GT - WTCC
- 2007 : Super GT - WTCC
- 2008 : WTCC

## Palmarès
- 1997 : Vice-champion de Formule 3 Italienne
- 2000 : Vainqueur du Grand Prix de Macao de Formule 3
- 2004 : Vice-champion du JGTC